# AS-347
La AS-347 es una vía de comunicación que pertenece a la Red Local de 1º Orden de Carreteras del Principado de Asturias. Tiene una longitud aproximada de 11,5 km y une Pravia con la localidad salense de Cornellana. 
Inicia su recorrido en la Avenida de Prahúa de la localidad de Pravia y finaliza en el Barrio de Baoño, en Cornellana.
En el km 2,7 enlaza con la carretera AS-39. 

Atraviesa los núcleos poblacionales de Forcinas, Palla, Corias, Repolles y Luerces; todos ellos en el concejo de Pravia. Únicamente recorre sus últimos 500 metros por el concejo de Salas.

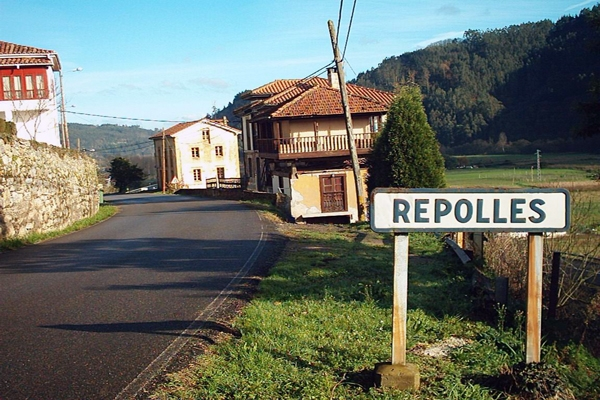
AS-347 en Repolles.

Hasta la inauguración de la actual AS-16, en el año 1993, constituía el eje principal de comunicación de los valles bajos del río Narcea. Sin embargo, debido a su trazado estrecho y sinuoso, el alto número de tráficos pesados que soportaba, y las travesías de núcleos de población, se planteó la construcción de una nueva carretera, relegando a la AS-347 a prestar un servicio local, únicamente para las poblaciones que atraviesa. Por poner un ejemplo, el tráfico entre Corias y Forcinas se puede calificar como testimonial.

## Denominaciones antiguas
Antes de que se publicase en el Boletín Oficial del Principado de Asturias el Catálogo de Carreteras de 1989, la AS-347 estaba formada por 1 carretera local del Plan Peña de 1939:
- O-630 Cornellana - Pravia (Todo su trazado)
Cabe decir que antiguamente la AS-347 era el trazado original de la AS-16. Cuando se construyó la variante desde Pravia hasta Cornellana, se denominó AS-16 la variante y AS-16a el trazado original (antigua O-630). Después, en el catálogo de carreteras del año 2007, la AS-16a, pasó a denominarse AS-347, que es la denominación que se conoce hoy.